# Chandler (Minnesota)
Chandler é uma cidade localizada no estado americano de Minnesota, no Condado de Murray.

## Demografia
Segundo o censo americano de 2000, a sua população era de 276 habitantes.
Em 2006, foi estimada uma população de 252, um decréscimo de 24 (-8.7%).

## Geografia
De acordo com o United States Census Bureau tem uma área de
2,1 km², dos quais 2,1 km² cobertos por terra e 0,0 km² cobertos por água. Chandler localiza-se a aproximadamente 506 m acima do nível do mar.

## Localidades na vizinhança
O diagrama seguinte representa as localidades num raio de 16 km ao redor de Chandler.